# پیلجر (مینه‌سوتا)
پیلجر، مینه‌سوتا (به انگلیسی: Pillager, Minnesota) یک شهر در ایالات متحده آمریکا است که در شهرستان کاس (ابهام‌زادیی) واقع شده‌است.

## خصوصیات
پیلجر ۲٫۲۸ کیلومترمربع مساحت و ۴۶۹ نفر جمعیت دارد و ۳۶۹ متر بالاتر از سطح دریا واقع شده‌است.